# Martin Lučka
Martin Lučka (* 10. března 1985 Uherské Hradiště) je bývalý český lední hokejista nastupující na pozici obránce, který odehrál bezmála 300 zápasů v Extralize, většinu za Zlín.
V mládežnických letech nastupoval za Zlín. V sezóně 2004/2005 odehrál vedle 43 utkání za zlínské juniory též 16 utkání za Hodonín. Následující sezónu hrál za Třebíč a v sezóně 2006/2007 odehrál v dresu Zlína svá první utkání v nejvyšší soutěži v České republice. Další 4 utkání téže sezóny nastupoval za Třebíč. Od sezóny 2007/2008 již pravidelně nastupoval za Zlín v extralize. Během sezóny 2011/2012 odešel na hostování do Karlových Varů, odkud zamířil směrem Chomutov, odtud do Vítkovic, za které odehrál 5 utkání. Následně odehrál 18 utkání za celek SK Kadaň. Své působení v domácích soutěžích ukončil následující sezónou přestupem do Edinburgh Capitals. Ještě v té samé sezóně se však stěhoval do norského týmu IK Frisk Asker. Sezónu 2014/2015 odehrál za polský celek Podhale Nowy Targ a naposledy hrál v sezóně 2015/2016 za Scorpions de Mulhouse ve francouzské druhé lize.
Za českou reprezentaci do 16 let odehrál v sezóně 2000/2001 celkem 12 utkání a za reprezentační výběr do 17 let nastoupil v následující sezóně ke 3 utkání.